# Nunc dimittis (Giovanni Bellini)
Nunc dimittis  (secondo Philip Hendy), noto anche con Sacra conversazione, è un dipinto attribuito al pittore veneziano Giovanni Bellini  e bottega realizzato circa nel 1505.1510 e conservato nel Museo Thyssen-Bornemisza a Madrid in Spagna.
Si tratta di una Sacra conversazione e mostra la Madonna col Bambino tra i santi Anna e Simeone.